# Prima rekommendationer
Prima rekommendationer (engelska: Good References) är en amerikansk romantisk komedi-stumfilm från 1920. Filmen är regisserad av Roy William Neill, med manus skrivet av Dorothy Farnum.
Filmen är baserad på E.J. Rath novel med samma namn.

## Rollista
- Constance Talmadge – Mary Wayne
- Vincent Coleman – William Marshall
- Ned Sparks – Peter Stearns
- Nellie Parker Spaulding – Caroline Marshall
- Mona Lisa – Nell Norcross
- Matthew Betz – Kid Whaley
- Arnold Lucy – Biskopen
- Dorothy Walters – Hyresvärden
- George Fawcett – Major Colton